# Гулявник волжский
Гулявник волжский (лат. Sisymbrium volgense) — вид многолетних травянистых растений семейства Капустные (Brassicaceae). В литературе научное латинское название также встречается в форме Sisymbrium wolgense.

## Ботаническое описание
Многолетнее травянистое растение сизоватой окраски высотой 30-75 см. Опушенное в нижней части мелкими мягкими волосками, выше — голое. Стебель ветвистый.
Нижние и средние листья лировидно-лопастные или перисто-раздельные с небольшим количеством продолговато-ланцетных боковых лопастей и крупной широкоовальной верхушечной долей с выемчато-зубчатым краем. Черешки длинные, опушенные как и адаксиальная (верхняя) сторона листьев. Верхние листья мелкие, продолговатые, зубчатые.
Чашелистики длиной 3,5-4 мм. Лепестки желтые, реже — белые, длиной 7-9 мм.
Стручки голые, цилиндрические с выраженными 4 гранями, слегка сплюснутые, длиной 25-40(45) мм, шириной около 1 мм. Часто слегка изогнутые, направленные вверх.
Семена эллиптические, желтовато-коричневые, до 1,2 мм длиной.
Хромосомное число 2n=14.

## Распространение и экология
Природный ареал охватывает Скандинавию, Центральную и Атлантическую Европу, южные регионы Европейской части России. Вдоль железнодорожных путей как заносное встречается до Москвы и Санкт-Петербурга.
Произрастает в степях и как рудеральное сорное растение на возделываемых и заброшенных участках, пустырях, обочинах дорог, вдоль улиц в поселениях.

## Хозяйственное значение
Вид включен в список нетрадиционных кормовых растений как силосная, кормовая и пищевая культура.
Из-за способности давать корневую поросль считается злостным трудноискоренимым сорняком.

## Классификация

### Таксономия
Sisymbrium volgense M.Bieb. ex E.Fourn., 1865, Rech. Anat. Taxon. Crucifères : 97
Вид Гулявник волжский относится к роду Гулявник (Sisymbrium) относится к семейству Капустные (Brassicaceae) порядка Капустоцветные (Brassicales). Кладограмма в соответствии с Системой APG IV по состоянию на июнь 2023 года:
|  |                                      |  |                                   |                                   |                     |  | ещё 16 семейств | ещё 16 семейств |                   |  |  |  | еще 52 подтвержденных вида и 77 видов, ожидающих подтверждения |
|  |                                      |  |                                   |                                   |                     |  | ещё 16 семейств | ещё 16 семейств |                   |  |  |  | еще 52 подтвержденных вида и 77 видов, ожидающих подтверждения |
|  |                                      |  |                                   | порядок Капустоцветные            |                     |  |                 |                 | род Гулявник      |  |  |  |                                                                |
|  |                                      |  |                                   | порядок Капустоцветные            |                     |  |                 |                 | род Гулявник      |  |  |  |                                                                |
|  | отдел Цветковые, или Покрытосеменные |  |                                   |                                   | семейство Капустные |  |                 |                 | Гулявник волжский |  |  |  |                                                                |
|  | отдел Цветковые, или Покрытосеменные |  |                                   |                                   | семейство Капустные |  |                 |                 |                   |  |  |  |                                                                |
|  |                                      |  | ещё 63 порядка цветковых растений | ещё 63 порядка цветковых растений |                     |  |                 | ещё 354 рода    | ещё 354 рода      |  |  |  |                                                                |
|  |                                      |  |                                   | ещё 63 порядка цветковых растений |                     |  |                 |                 | ещё 354 рода      |  |  |  |                                                                |